# Tarquimpol
Tarquimpol é uma comuna francesa na região administrativa de Grande Leste, no departamento de Mosela. Estende-se por uma área de 4,09 km². Em 2010 a comuna tinha 64 habitantes (densidade: 15,6 hab./km²).